# Generator SHP

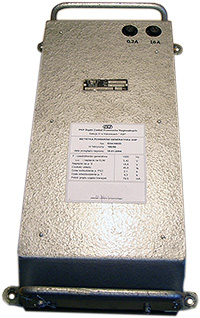
Generator SHP

Generator SHP – urządzenie elektroniczne, wchodzące w skład samoczynnego hamowania pociągu (SHP) systemu automatyki bezpieczeństwa pociągu (ABP), stosowanego w PKP w celu zapewnienia bezpieczeństwa ruchu kolejowego. 
W generatorze SHP można wyróżnić trzy podstawowe bloki:
- generator przebiegu o częstotliwości 1000 Hz
- wzmacniacz
- przekaźnik elektroniczny

Zadaniem generatora SHP jest przetworzenie impulsu (po przejechaniu pojazdu nad rezonatorem torowym) na sygnał świetlny i dźwiękowy oraz wdrożenie nagłego hamowania pociągu, gdy maszynista nie wykaże dostatecznej czujności.